# ایر چارتر افریکا
ایر چارتر افریکا (به انگلیسی: Air Charter Africa) یک شرکت هواپیمایی است. دفتر مرکزی ایر چارتر افریکا در بانجول، گامبیا واقع شده‌است و قطب این شرکت هواپیمایی در فرودگاه بین‌المللی بانجول قرار دارد.